# Aleiodes dissiticarina
Aleiodes dissiticarina är en stekelart som beskrevs av Fortier 2007. Aleiodes dissiticarina ingår i släktet Aleiodes och familjen bracksteklar. Inga underarter finns listade i Catalogue of Life.